# Nieva de Cameros
Nieva de Cameros es un municipio de la comunidad autónoma de La Rioja (España), situado en la cuenca del río Iregua, comarca del Camero Nuevo. Sus vecinos se dedican, sobre todo, a la ganadería (vacas, yeguas y ovejas), pero también cultivan en pequeños huertos lo necesario para el abastecimiento particular (judías verdes, acelgas, calabacines, lechugas, etc.). Este pequeño pueblo cuenta, además, con numerosas posibilidades para el paseo y para excursiones, puesto que sus numerosas pistas le unen con otros municipios de la propia sierra o de otras, como puede ser Anguiano, al que se puede llegar siguiendo la etapa del GR-93 que por aquí discurre. Pertenece también al municipio la aldea de Montemediano de Cameros.

## Geografía
Forma parte de la comarca de Tierra de Cameros, concretamente de la subcomarca de Camero Nuevo, situándose a 41 kilómetros de la capital riojana por las carreteras LR-253 y la N-111 que atraviesa el término municipal entre los pK 296 y 298. 
El relieve del municipio es montañoso, enclavado en la sierra de Camero Nuevo, que separa los valles del Najerilla y del Iregua. Entre las montañas discurren arroyos por angostos valles, así como el río Iregua, que marca el límite oriental del término municipal. Las cumbres más elevadas del territorio superan los 1600 metros de altitud (Alto de la Madrebuena, 1667 metros), mientras que el río Iregua sale del municipio por debajo de los 800 metros de altitud. El pueblo se alza en la ladera de una montaña a 1021 metros sobre el nivel del mar. 
| Noroeste: Anguiano                         | Norte: Anguiano y Torrecilla en Cameros | Noreste: Torrecilla en Cameros      |
| Oeste: Anguiano                            |                                         | Este: Almarza de Cameros y Pinillos |
| Suroeste: Anguiano y El Rasillo de Cameros | Sur: El Rasillo de Cameros y Pradillo   | Sureste: Pradillo                   |

## Historia
La población aparece documentada por primera vez en el siglo XII, a raíz de que fuera donada por Sancho III y doña Blanca al monasterio calagurritano de Castejón de Valdejasa. La localidad formó parte del mayorazgo que dejó a su hijo Sancho de Velasco Pedro Fernández de Velasco el I conde de Haro y señor de Arnedo, don Pedro Fernández de Velasco y Solier.
Existen varios documentos de este tipo en el archivo municipal de Salvatierra de Santiago, (Cáceres). En el siglo XVII el Concejo alquilaba los pastos de las tierras comunales a ganaderos trashumantes. Estos traían sus ganados desde el Valle de Cameros (Ortigosa, Brieva de Cameros, Nieva de Cameros) en La Rioja, o desde Ávila (Hoyocasero). Los ganados, ovejas, pasaban aquí los inviernos, para volver a sus tierras en primavera a pasar el verano, venían un año tras otro.
Debemos recordar que por el centro de Salvatierra discurre un Cordel de Ganados de la Cañada Real Leonesa Occidental, y que da nombre a la calle más larga del pueblo: calle Cordel.
Con al división de España en Intendencias realizada en el siglo XVIII quedó asignada a  la intendencia de Soria, hasta la división de España en provincias  de 1822 y 1833 donde quedaría en provincia de Logroño, al igual que el resto de municipios riojanos.
En 1863 algunos vecinos emigran a Isla Cristina llegando a convertirse uno de ellos, Román Pérez López, en tesorero de su ayuntamiento y uno de sus hijos, Román Pérez Romeu en afamado alcalde de la ciudad.

## Geografía humana

### Demografía
Cuenta con una población de 86 habitantes (INE 2024).
| Gráfica de evolución demográfica de Nieva de Cameros entre 1842 y 2021                                                                                     |
| |
| Población de derecho según los censos de población del INE Población de hecho según los censos de población del INEEn este censo se denominaba Nieva: 1842 |

### Población por núcleos
Desglose de población según el Padrón Continuo por Unidad Poblacional del INE.
| Núcleos          | Habitantes (2014) | Varones | Mujeres |
| ---------------- | ----------------- | ------- | ------- |
| Nieva de Cameros | 69                | 43      | 26      |
| Montemediano     | 20                | 13      | 7       |

## Administración
| Periodo   | Nombre                        | Partido                                                    |
| --------- | ----------------------------- | ---------------------------------------------------------- |
| 1979-1983 | Lorenzo Brieva Lomo           | UCD                                                        |
| 2011-2015 | José Carlos Fernández Nobajas | PP                                                         |
| 2015-2019 | José Carlos Fernández Nobajas | PP                                                         |
| 2019-2023 | Inmaculada Sáenz González     | Agrupación de Electores de Nieva de Cameros y Montemediano |
| 2023-act. | Inmaculada Sáenz González     | ESPAÑA VACIADA                                             |

## Economía

### Evolución de la deuda viva
El concepto de deuda viva contempla sólo las deudas con cajas y bancos relativas a créditos financieros, valores de renta fija y préstamos o créditos transferidos a terceros, excluyéndose, por tanto, la deuda comercial.
| Gráfica de evolución de la deuda viva del ayuntamiento entre 2008 y 2014                             |
| |
| Deuda viva del ayuntamiento en miles de Euros según datos del Ministerio de Hacienda y Ad. Públicas. |

La deuda viva municipal por habitante en 2014 ascendía a 0 €.

## Arte

### Arquitectura religiosa

#### Nieva de Cameros
- Iglesia de San Martín

Fue construida en el siglo XVI. Está formada por una nave de dos tramos y cabecera. La torre fue edificada posteriormente, entre los siglos XVI y XVII. En el exterior, destaca su portada gótica protagonizada por la imagen de Santiago Apóstol, patrón de la localidad, mientras que en el interior podremos ver una imagen románica de Nuestra Señora de Castejón, patrona de la localidad, que data del siglo XII.
- Ermita de la Virgen del Collado

De estilo barroco, fue construida en el siglo XVI en mampostería y ladrillo.
- Ermita de la Soledad

Consta de una nave cubierta con una bóveda de crucería. Fue reconstruida en el siglo XX.
- Ermita de San Pelayo Mártir

Es de planta rectangular, de mampostería.
- Ermita de San Antón

De forma cuadrangular, con acceso adintelado.

Ermitas de Nieva de Cameros
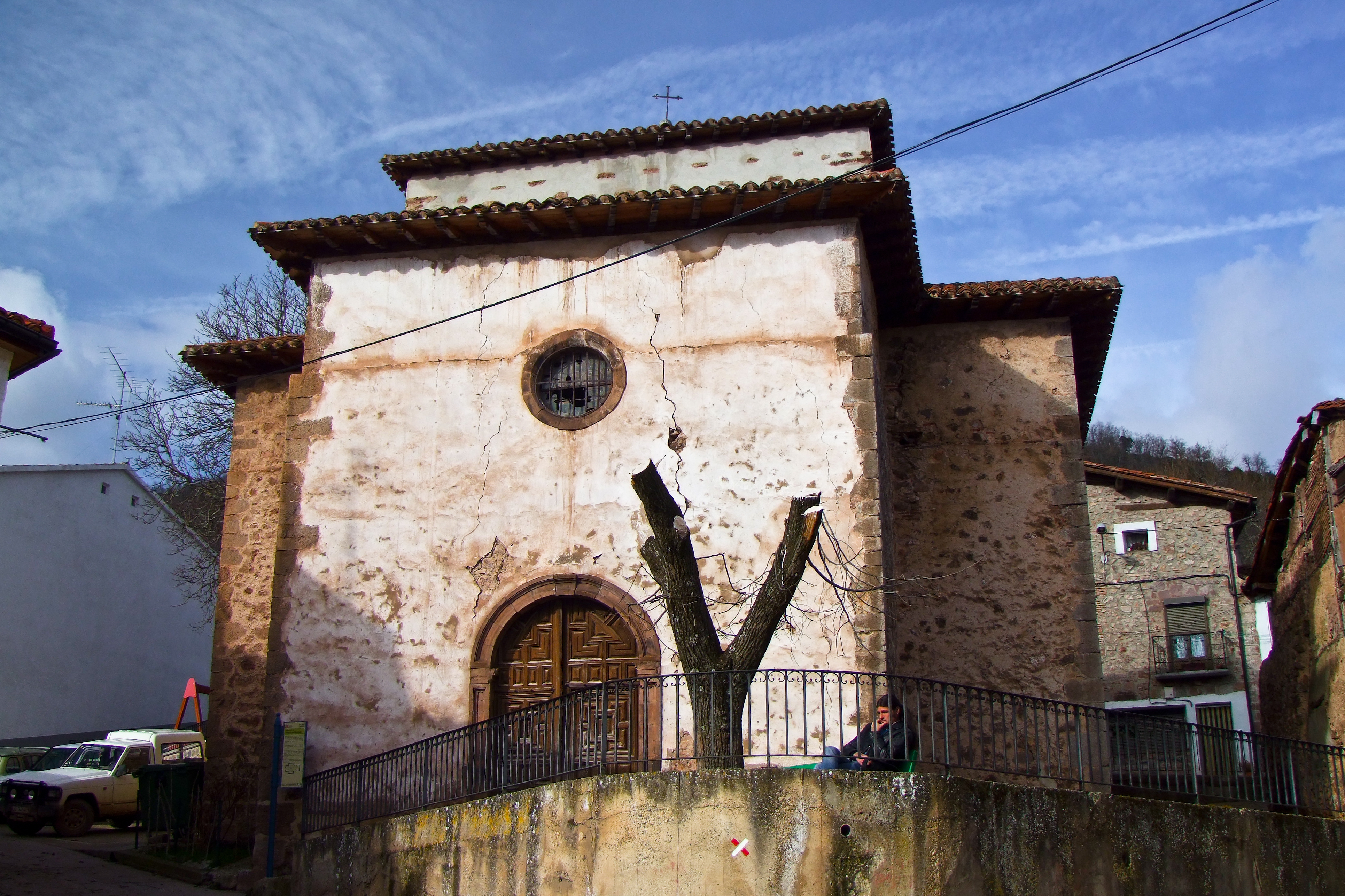
Ermita de la Virgen del Collado.
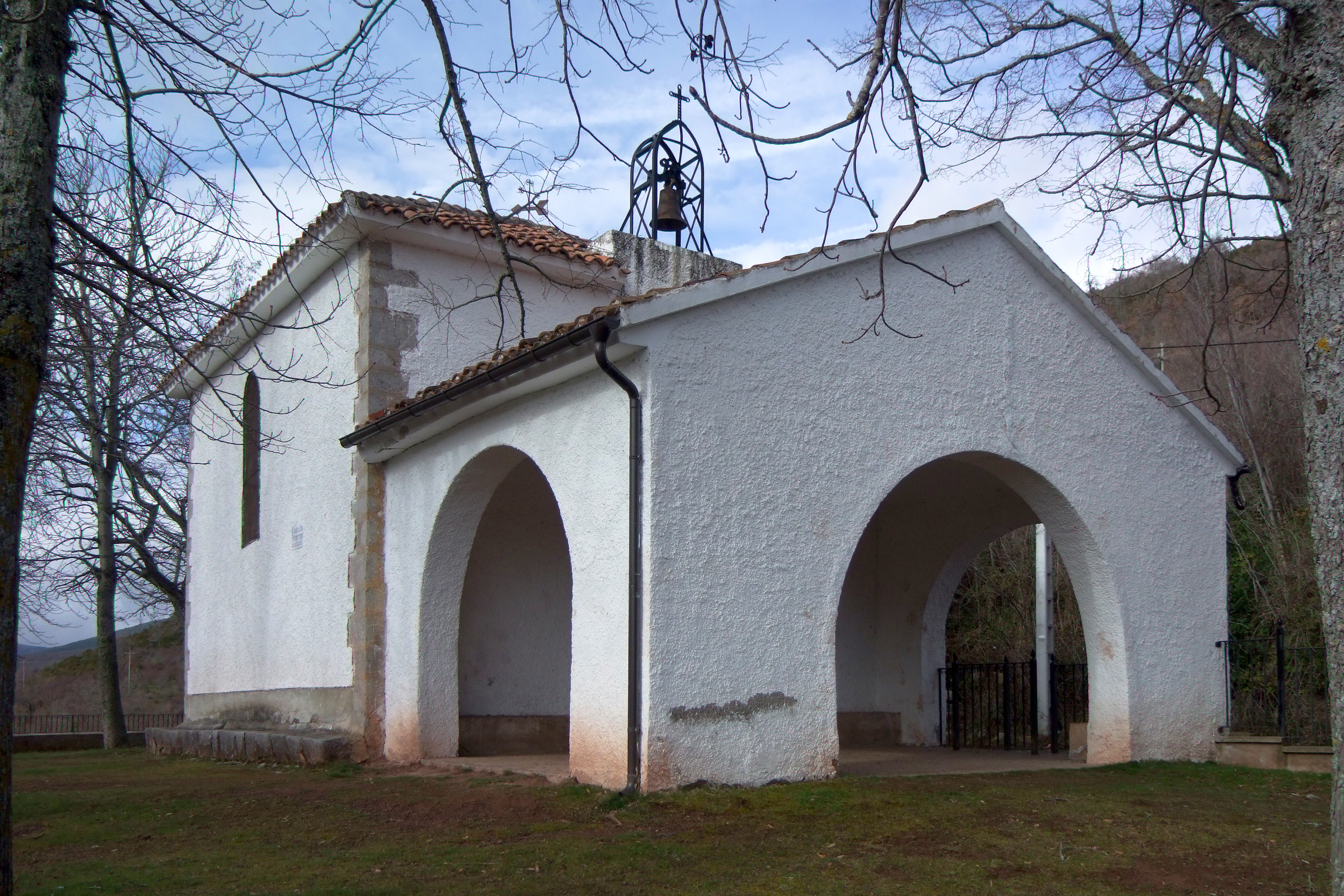
Ermita de la Soledad.
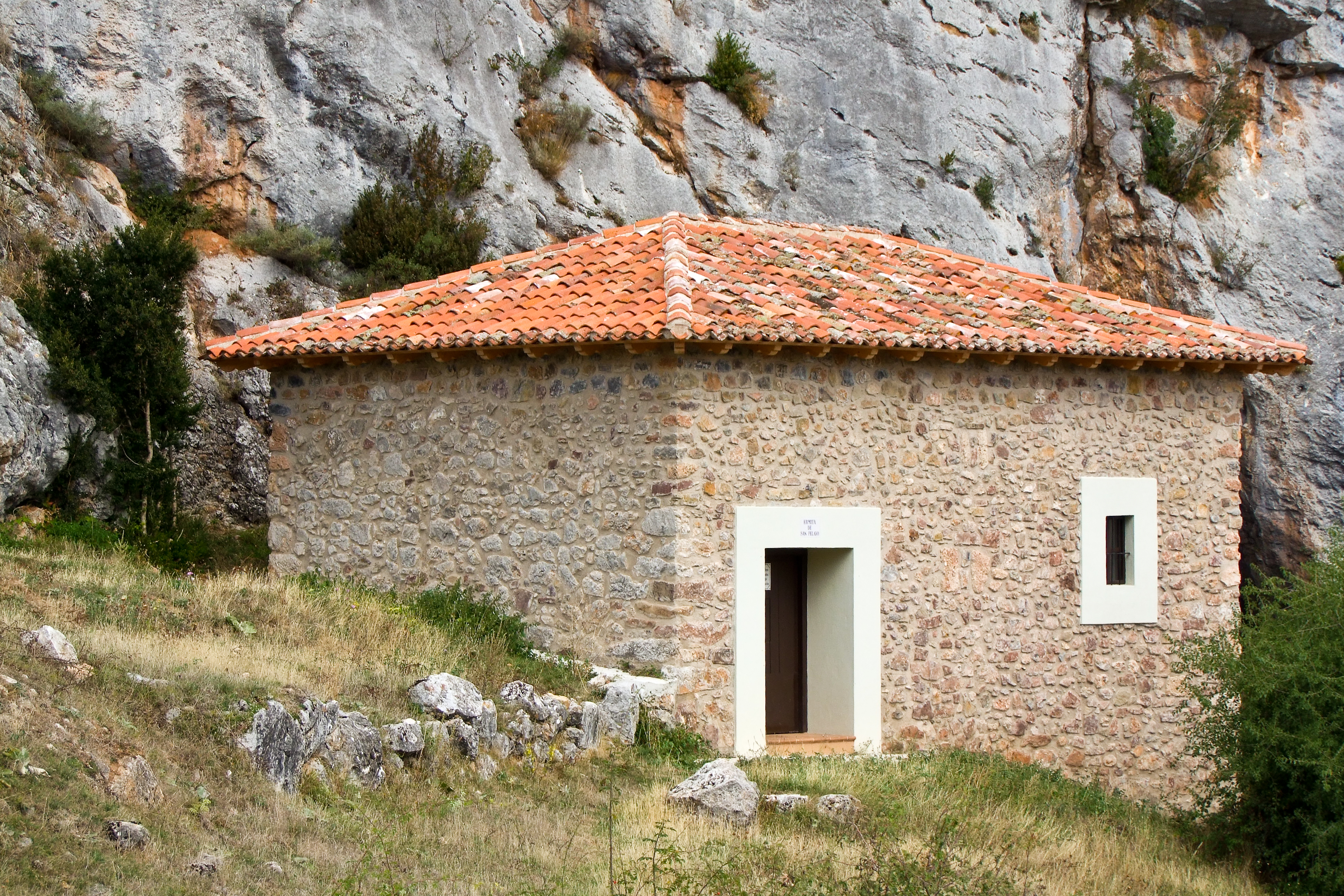
Ermita de San Pelayo.
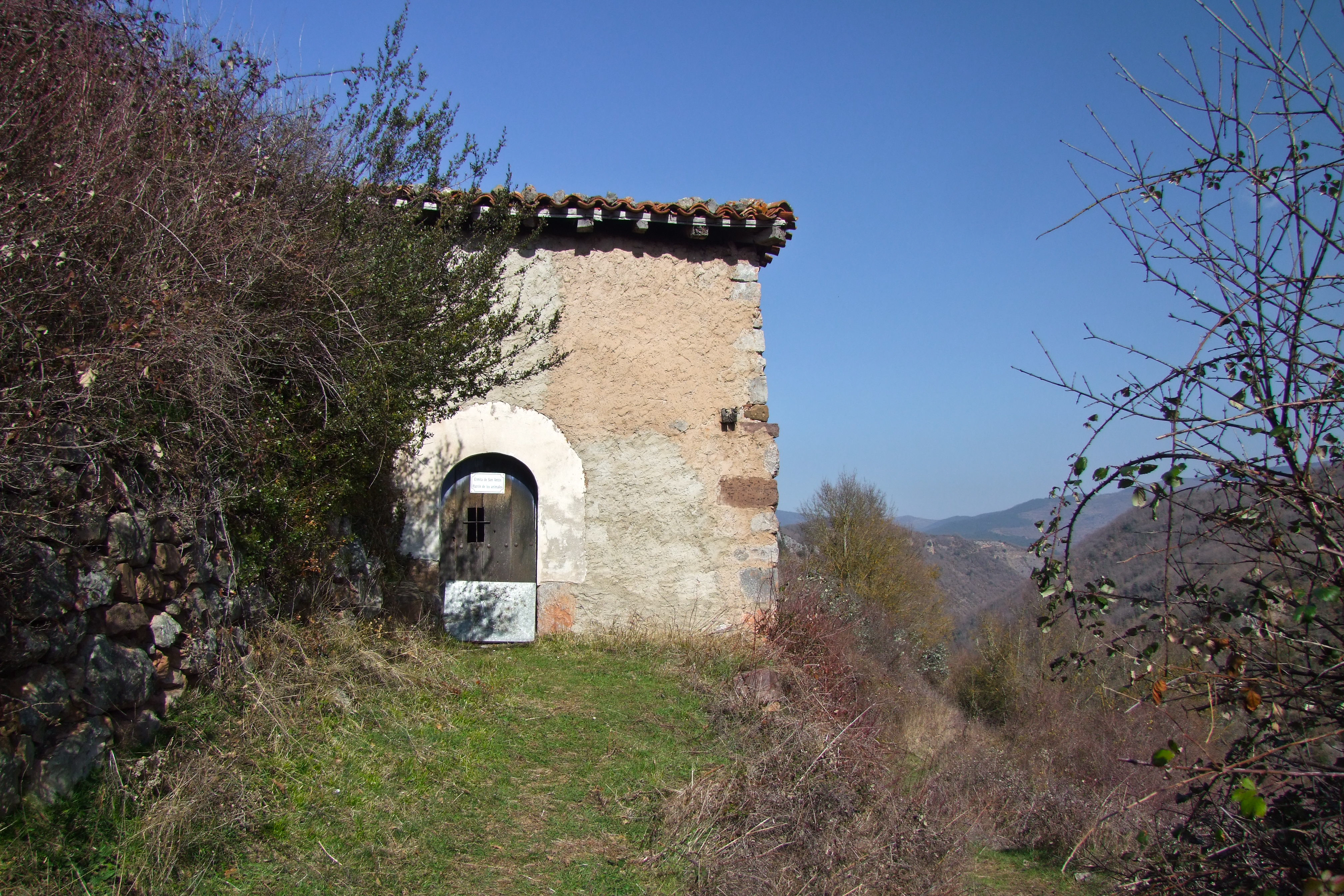
Ermita de San Antón.
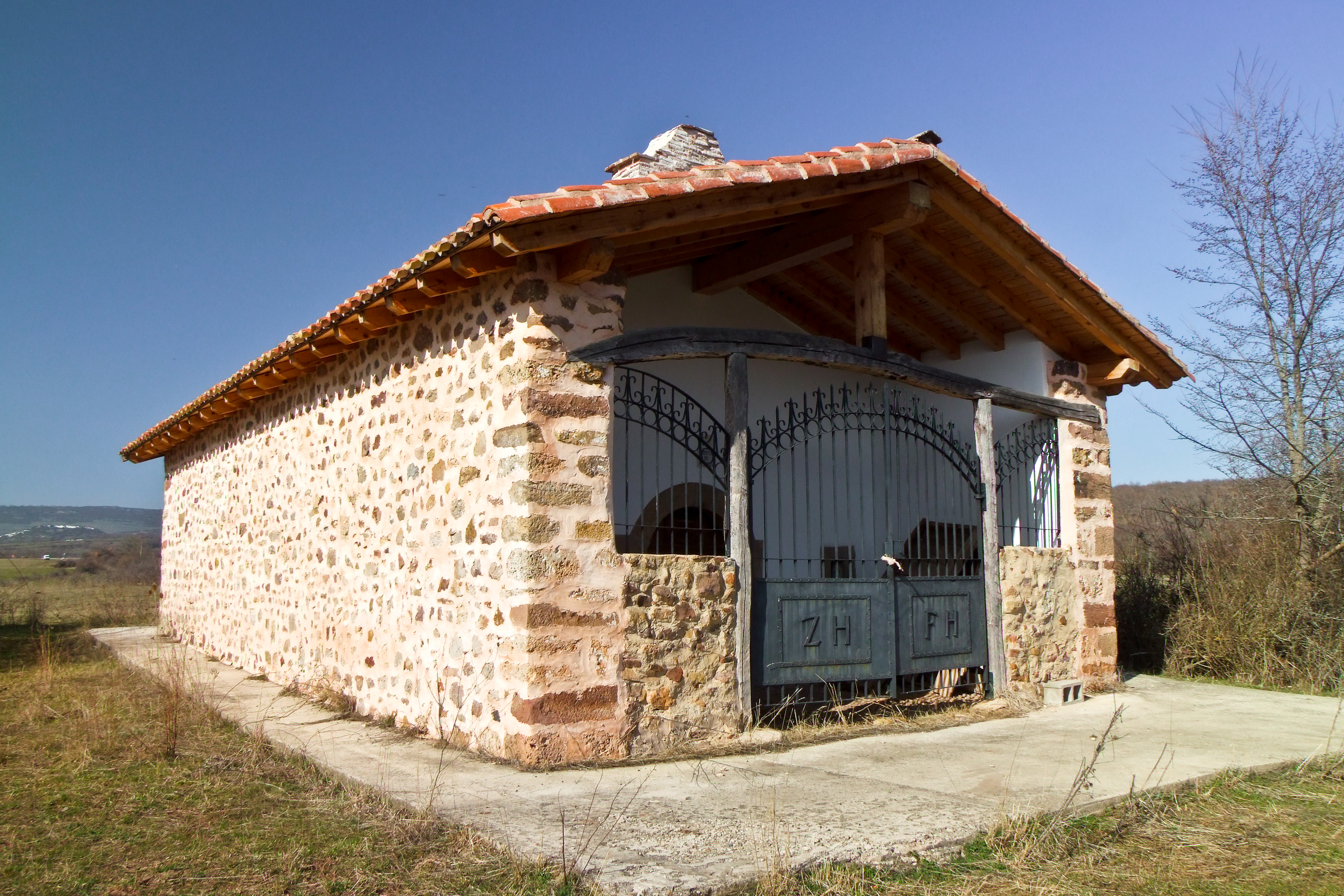
Ermita de Santa María en Montemediano.

#### Montemediano
- Iglesia de la Visitación

Consta de nave de 6 tramos y cabecera. Fue construida en el siglo XVI. 
- Ermita de Santa María
- Ermita de San Julián

## Acuerdos y actas de hermanamiento
El municipio de Nieva participa activamente en la iniciativa de hermanamiento de ciudades promovida, entre otras instituciones, por la Unión Europea.
Acuerdos de hermanamiento suscritos:
- Nieva (Segovia). Este protocolo de hermanamiento se firmó en 1997.

## Personas destacadas
- Plácido Villanueva Martínez y Antonio Merino de Villanueva: Fundadores de las Escuelas Pías.
- Gregorio Fernández Pérez: Sacerdote y cronista de la ciudad de Mérida.
- Francisco Arruti: Muerto en el desastre de Annual en 1921.